# Sven Methling
Sven Johan Methling eller Sven Methling jun (20. september 1918 i København – 7. august 2005 på Frederiksberg) var en dansk filminstruktør og manuskriptforfatter, kendt for en række folkekære komedier.

## Biografi
Sven Methling var søn af skuespilleren og instruktøren Svend Methling – deraf tilføjelsen 'jun' til hans navn. Han var derfor stort set født ind i filmbranchen og arbejdede som toneassistent hos Palladium i perioden 1940-45, inden han efter en dokumentarfilm instruerede filmen Fyrtøjet – en tegnefilm over H.C. Andersens eventyr – sammen med sin far i 1946.
Hans første selvstændige spillefilm var Kriminalsagen Tove Andersen fra 1953. Med serien om Soldaterkammeraterne med start i 1958 fik han sit store gennembrud. Op gennem 1960'erne instruerede han en stribe populære film med folkekære skuespillere. Det var også på det tidspunkt, han begyndte at skrive manuskripter.
I 1966 blev han ansat som lærer på Den Danske Filmskole og bidrog i de følgende år til knapt så mange film. Han var også konsulent på Det Danske Filminstitut i perioden 1979-81.
I 1990'erne fik han et comeback med de populære film baseret på Thøger Birkelands serie om Krummerne.

## Filmografi (udvalg)
- Fyrtøjet (tegnefilm, 1946)
- Kriminalsagen Tove Andersen (1953)
- Der kom en dag (1955)
- Soldaterkammerater (1958)
- Ballade på Bullerborg (1959)
- Soldaterkammerater rykker ud (1959)
- Vi er allesammen tossede (1959)
- Soldaterkammerater på vagt (1960)
- Mine tossede drenge (1961)
- Soldaterkammerater på efterårsmanøvre (1961)
- Soldaterkammerater på sjov (1962)
- Pigen og pressefotografen (1963)
- Et døgn uden løgn (1963)
- Syd for Tana River (1963)
- Majorens oppasser (1964)
- Når enden er go' (1964)
- Fem mand og Rosa (1964)
- Passer passer piger (1965)
- Dyden går amok (1965)
- Gys og gæve tanter (1965)
- Smukke-Arne og Rosa (1966)
- Nøglen til Paradis (1970)
- Takt og tone i himmelsengen (1972)
- Kidnapning (1982)
- Tre engle og fem løver (1982)
- Krummerne (1991)
- Krummerne 2 - Stakkels Krumme (1992)
- Vildbassen (1994)
- Krummerne 3 - Fars gode idé (1994)
- Krummernes jul (tv-julekalender, 1996)